# Corneville-la-Fouquetière
Corneville-la-Fouquetière is een gemeente in het Franse departement Eure (regio Normandië) en telt 104 inwoners (2009). De plaats maakt deel uit van het arrondissement Bernay.

## Geografie
De oppervlakte van Corneville-la-Fouquetière bedraagt 4,0 km², de bevolkingsdichtheid is dus 26 inwoners per km².
De onderstaande kaart toont de ligging van Corneville-la-Fouquetière met de belangrijkste infrastructuur en aangrenzende gemeenten.

## Demografie
Onderstaande figuur toont het verloop van het inwonertal (bron: INSEE-tellingen).